# Aphytis chrysomphali
Aphytis chrysomphali är en stekelart som först beskrevs av Mercet 1912.  Aphytis chrysomphali ingår i släktet Aphytis och familjen växtlussteklar. Inga underarter finns listade i Catalogue of Life.